# Condado de Summit (Ohio)
O Condado de Summit (em inglês:  Summit County) é um dos 88 condados do estado americano do Ohio. A sede e maior cidade do condado é Akron. Foi fundado em 1840.
O condado possui uma área de 1 088 km², dos quais 1 069 km² estão cobertos por terra e 19 km² por água, uma população de 541 781 habitantes, e uma densidade populacional de 506,8 hab/km² (segundo o censo nacional de 2010). É o quarto condado mais populoso do Ohio.